# مارسيل دوبويس
مارسيل دوبويس (بالفرنسية: Marcel Dubois)‏ هو جغرافي فرنسي، ولد في 25 يوليو 1856 في باريس في فرنسا، وتوفي في 23 أكتوبر 1916 في Romilly-sur-Andelle ‏ في فرنسا.